# Alpina argentea
Alpina argentea là một loài bướm đêm trong họ Geometridae.